# Verband Schweizerischer Konsumvereine
Der Verband Schweizerischer Konsumvereine (VSK; französisch Union suisse des coopératives de consommation (USC); italienisch Unione Svizzera delle Cooperative di Consumo (USC)) war die genossenschaftlich organisierte Dachorganisation der Schweizer Konsumvereine.
Er wurde 1890 gegründet, 1893 zur Dachorganisation und 1941 zur Dachgenossenschaft umgewandelt. Der VSK vertrat 572 Konsumvereine (1950) mit 3320 Verkaufsstellen (1960). Mit der ersten Fusionsrunde ging der VSK 1970 im Coop (Schweiz) auf.

## Vorgeschichte
Die hohen Lebensmittelpreise in den 1840er Jahren führten zur Bildung von Fruchtvereinen, deren Hauptaufgabe die Beschaffung von billigem Brot war, das an die Mitglieder gegen Marken und Karten verkauft wurde. Sie umgingen den Zwischenhandel, um einen Vorteil für die Konsumenten zu erzielen. Sie waren Aktiengesellschaften wie die späteren Konsumvereine, wurden jedoch nur temporär während Notzeiten (Getreideteuerung, Hungersnöte) gebildet. Nach dem Vorbild der Aktienbäckerei Schwanden von 1839 verbreiteten sich in den Kantonen Glarus, St. Gallen, Schwyz, Bern, Waadt und Genf Selbsthilfeorganisationen zur Vermittlung von Brot.
Als Nachfolger des 1846 gegründeten Basler Fruchtvereins, der sich 1847 wieder auflöste, errichtete 1847 die Allgemeine Arbeitergesellschaft in Basel einen Konsumverein, der bis 1859 bestand. 1851 gab es Konsumvereine in den grösseren Städten und im Kanton Zürich: Der Gemeinnützige Verein von Utzenstorf-Bätterkinden hatte 100 Mitglieder. Der erste Fabrikkonsumverein entstand in der Rieter'schen Fabrik in Niedertöss. Die Société de consommation Fontainemelon, als Boulangerie par actions gegründet, gehörte bis zur Übernahme 1976 durch Coop Neuchâtel zum VSK.
Der Konsumverein Zürich war 1851 der erste Verein, der den Namen «Konsumverein» trug und damit die älteste erfolgreiche Konsumgesellschaft der Schweiz und auf dem europäischen Kontinent. Die grossen Erfolge des Konsumvereins Zürich blieben nicht ohne Einfluss auf die Umgebung. Ab Oktober 1852 konstituierten sich Konsumvereine in Rüschlikon, Affoltern am Albis, Altstetten, Brüttisellen, Rorbas, Schwamendingen und Wollishofen, kurz darauf in Horgen und Thalwil. Im Laufe des Jahres 1853 bildeten sich über 30 Konsumvereine im Kanton Zürich. Eine erste Konferenz von 34 Konsumvereinen in Zürich zur Gründung eines losen Zusammenschlusses blieb erfolglos.
Der Fabrikarbeiterverein Schwanden entwarf 1864 seine Statuten nach den Grundsätzen der 1844 gegründeten Gesellschaft der Pioniere von Rochdale, die unter anderem die Warenreinheit (unverfälschte Ware), Barzahlung, Verteilung der Überschüsse aufgrund der getätigten Einkäufe (Rückvergütung), begrenzte Kapitalverzinsung, Bildung von Reserven aus den Überschüssen (Spargenossenschaft), Förderung der Weiterbildung und demokratische Verwaltung (ein Mann, eine Stimme) umfassten. Der Präsident des Fabrikarbeitervereins Schwanden, der Textilfabrikant Jean Jenny-Riffel, hatte sich während eines geschäftlichen Aufenthalts in England über die Konsumvereine informiert. So sind in die Schwandener Statuten die englischsprachigen Ausdrücke eingeflossen.
Auf der Konferenz der Konsumvereine von Zürich, Basel, Bern, Grenchen, Biel und Olten von 1869 konnten sich diese nicht zur Gründung einer Vereinigung schweizerischer Konsumvereine einigen.
Mit dem ersten schweizerischen Obligationenrecht von 1881 wurde die Rechtsform der Genossenschaft eingeführt, die auf die Grundanliegen der Konsumenten und Produzenten im Ernährungsbereich besonders zugeschnitten war. Das hatte zur Folge, dass bis zur Jahrhundertwende rund 80 Prozent der fast 300 Konsumvereine in Genossenschaften umgewandelt wurden.

## Verbands- und Genossenschaftsgeschichte

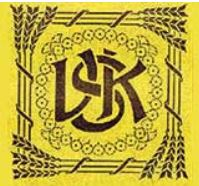
Logo VSK 1904

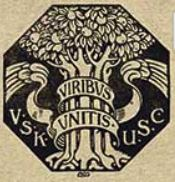
Logo VSK 1908

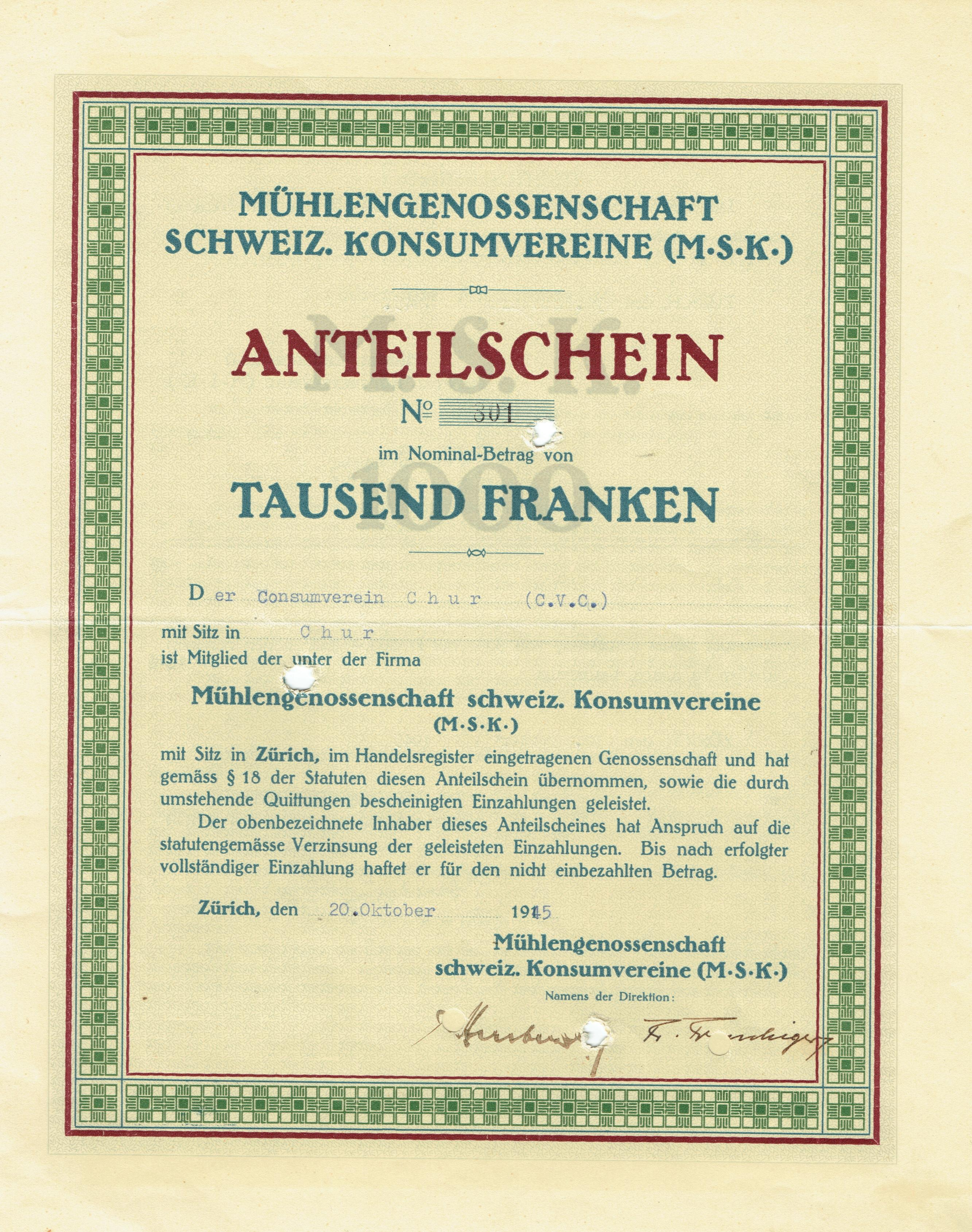
Anteilschein über 1000 Franken der Mühlengenossenschaft Schweiz. Konsumvereine (MSK) vom 20. Oktober 1945

Nach den gescheiterten Zusammenschlussversuchen von 1853 und 1869 kam es an der Konferenz im Januar 1890 in Olten zur Gründung des Verbandes Schweizerischer Konsumvereine (VSK). Die Anregung zur Konferenz kam von der Société coopérative suisse de consommation in Genf und die Einladung erfolgte durch den Allgemeinen Consumvereins (ACV) Basel. Letzterer wurde zum Vorort bestimmt. Von den 27 vertretenen Konsumvereinen erklären fünf den sofortigen Beitritt. Bis zum Jahresende hatte der Verband 43 Mitglieder, darunter der 1878 gegründete Lebensmittelverein Zürich.
Der VSK war eine wirtschaftspolitische Vereinigung der lokalen und regionalen Konsumvereine sowie der Konsumgenossenschaften. Die Tätigkeiten der Warenvermittlung und des Handels auf eigene Rechnung führten schon drei Jahre später zu einer Umwandlung des VSK in eine Dachgenossenschaft, aus der 1941 ein Genossenschaftsverband und 1970 die Coop (Schweiz) wurde.
Dem VSK schlossen sich in den Folgejahren immer mehr Konsumvereine an. 1936 waren von den 661 Konsumvereinen in der Schweiz bereits 505 Mitglieder des VSK, 50 waren bei anderen Verbänden und 106 blieben vorerst unabhängig, wie der Konsumverein Zürich KVZ, der ab 1878 eine geschlossene Aktiengesellschaft war.  Der KVZ wurde 1995 durch Coop Schweiz übernommen.
1892 schuf der VSK eine Zentralstelle zur Warenvermittlung und stellte einen nebenamtlichen Verwalter. Die Umwandlung des Verbandes in eine Genossenschaft erfolgte 1893. Der VSK nahm 1896 der schweizerischen Landesausstellung in Genf teil und wählte im selben Jahr Hans Müller zum ersten Verbandssekretär.
Ab 1897 erschien regelmässig das «Correspondenzblatt des Verbands schweizerischer Konsumvereine» als Mitteilungsblatt für die Genossenschaften. Es wurde 1901 durch den «Schweizerischen Konsum-Verein» abgelöst und erschien bis 1967. 1897 tritt der VSK dem internationalen Genossenschaftsbund bei.
Durch das starke Wachstum der genossenschaftlichen Konsumvereine, die nicht nur den Zwischenhandel umgingen, sondern auch eigene Produktionsbetriebe errichteten fühlte sich der private Handel bedroht. Er reagierte mit Boykotten und Vorstössen für eine höhere Besteuerung der Genossenschaften, um das Wachstum der Konsum- und landwirtschaftlichen Genossenschaften zu bremsen.
Im März 1898 versammelten sich auf Einladung der VSK und der VOLG rund 400 Delegierte von Wirtschaftsgenossenschaften in Zürich und beschlossen als Abwehrmassnahme einen Schweizerischen Genossenschaftsbund zu gründen, der die wirtschaftlichen Austauschbeziehungen zwischen den Konsum- und den landwirtschaftlichen Genossenschaften in der Schweiz vertiefen sollte. Bisher hatte sich der VSK auf den Verkauf von Kolonialwaren konzentriert und nicht auf die Vermittlung von in der Schweiz produzierten Nahrungsmitteln.
Ab 1902 erfolgte die Herausgabe des «Genossenschaftlichen Volksblattes» (der heutigen «Coopzeitung»), es folgten 1904 die französische  Ausgabe «Coopération» und 1906 die italienische «Cooperazione». Kauf der Liegenschaft Thiersteinerallee 14.
1902 wurde der VSK-Hauptsitz in Basel gekauft und bis 1912 eine Reihe von Produktions- und Nebenbetriebe eröffnet: 1905 chemisches Labor zur Untersuchung der Lebensmittel, 1907 Lagerhaus in Pratteln mit Kaffeerösterei, Mais- und Gewürzmühle. Gründung des Vereins schweizerischer Konsumverwalter, 1909 Versicherungsanstalt Schweizerischer Konsumvereine VASK (heute Coop Personalversicherung CPV), 1910 eigene Druckerei,
1912 Bau einer Schuhfabrik und Bildung einer Bankabteilung des VSK. Kauf der Stadtmühle Zürich, der grössten Mühle der Schweiz, durch die neu gegründete Mühlengenossenschaft Schweizerischer Konsumvereine MSK.
Im Kriegsjahr 1914 wurde der erste Gesamtarbeitsvertrag zwischen dem VSK und dem Verband der Handels- und Transportarbeiter abgeschlossen. Von 1915 bis 1921 erfolgten zahlreiche Fusionen.
Der VSK war seit der Gründung der Genossenschaft schweizerischer Käseexportfirmen (GSK; später Schweizerische Käseunion SKU) Mitglied ebendieser.
1916 wurde die Milcheinkaufsgenossenschaft Schweizerischer Konsumvereine MESK gegründet und bis 1918 acht Landwirtschaftsbetriebe gekauft, um eigene Nahrungsmittel produzieren zu können. Damit engagierte sich der VSK im Ernährungsbereich über alle vier Stufen der Wertschöpfungskette: die Produktion, die Verarbeitung, den Handel und den Verkauf an die Konsumenten. Die Schweizerische Volksfürsorge, eine Volksversicherung auf Gegenseitigkeit gemeinsam mit Gewerkschaftsvertretern wurde 1917 gegründet (1942: Coop LebensversicherungsGenossenschaft).
Im Landesstreikjahr 1918, in dem auch gegen den kriegsbedingten Ernährungsnotstand aufgrund des niederen Selbstversorgungsgrades protestiert wurde, ergriff der VSK 1918 die Initiative zur Gründung der Schweizerischen Genossenschaft für Gemüsebau SGG in Basel gegründet, um auf bisher brachliegendem Boden Gemüse anzubauen. Er spielte für die Etablierung der Ernährungssicherung im und nach dem Ersten Weltkrieg in der Schweiz eine zentrale Rolle.
Von 1919 bis 1921 liess der VSK die Siedlungsgenossenschaft Freidorf in Muttenz erbauen, das sie als Modellprojekt einer Vollgenossenschaft stiftete. 1922 wurde der Konsumgenossenschaftliche Frauenbund ins Leben gerufen (seit 1969 Coop Frauenbund).
Das heute Coop Bildungszentrum hat seine Wurzel in der Stiftung Genossenschaftliches Seminar von 1923. Gemeinsam mit dem Schweizerischen Gewerkschaftsbund wurde 1927 die Bank für Genossenschaften und Gewerkschaften gegründet, die 1928 in Genossenschaftliche Zentralbank umbenannt wurde. Das Filialverbot von 1933 bremste die Ausdehnung der Konsumgenossenschaften.
1937 wurden die Thesen genossenschaftlicher Warenvermittlung, verfasst von Bernhard Jaeggi, aufgestellt:
- 1. Belieferung kleiner und mittlerer Vereine durch benachbarte grosse Vereine aufgrund von Lieferabkommen zur Einsparung überflüssiger Lagerhäuser und Transportspesen.
- 2. Fusion von Vereinen, soweit die Voraussetzungen dazu vorhanden sind.
- 3. Beschränkung des Sortimentes mit Bevorzugung der Marke CO-OP.
- 4. Möglichste Vereinheitlichung des Sortiments, der Preise und der Rückvergütungssätze der Vereine, die in einem wirtschaftlich oder geografisch eine Einheit bildenden Gebiet tätig sind.
- 5. Aktive Preispolitik, auch wenn zu deren Durchführung eine Reduktion der Rückvergütungen erforderlich sein sollte.

Wegen des revidierten schweizerischen Genossenschaftsrechts von 1937 wurde der VSK von einer Genossenschaft zu einem Genossenschaftsverband.
Der Ausbruch des Zweiten Weltkrieges 1939 brachte die Kriegswirtschaft und zahlreiche Aktivitäten des VSK im Rahmen des Plan Wahlen wie 1942/1943 die Wanderausstellung des VSK «Mehr anbauen oder hungern». Der VSK gründete 1942 die Patenschaft Coop zur Unterstützung der Bergbevölkerung. Der erste Selbstbedienungsladen des VSK wurde 1948 an der Stauffacherstrasse 20 durch den Lebensmittelverein Zürich (LVZ) eröffnet. 1960 wurde das Coop Signet eingeführt.
Ab 1965 fand ein grundlegender Strukturwandel statt. Die Verbandsmitglieder erhielten einen gemeinsamen Kontenplan, die Budgetierung und ein erster gesamtschweizerischer Verkaufsplan wurden eingeführt und die Fernsehwerbung begann. Der Fall der Preisbindung aus zweiter Hand von 1967 förderte diese Entwicklung. Der VSK erstellte 1969 einen ersten Fusionsplan mit dem Ziel die 400 Genossenschaften bis 1975 auf 30-40 zusammen zu schliessen.
Das 7-Punkte-Programm «Die Unternehmensgruppe Coop plant und realisiert» umfasste:
- 1. Fusionen
- 2. rationelles Verkaufsstellennetz
- 3. zentrale Bearbeitung der Sortimente
- 4. Konzentration der Lagerhäuser
- 5. Investitions- und Finanzplanung
- 6. Personal- und Ausbildungspolitik
- 7. Reorganisation der Zentrale und Neugestaltung der Organisationsstruktur.

1966 ist der VSK aus dem Liefervertrag mit der Schokoladenfabrik Cima Norma ausgestiegen. 1970 wurde aus dem VSK die Coop Schweiz.

## Persönlichkeiten (Auswahl)
Von 1892 bis 1903 war Johann Friedrich Schär Präsident des Vorstandes. Erster Präsident der Verwaltungskommission (Direktion) war von 1908 bis 1934 Bernhard Jäggi, welcher von 1935 bis 1938 Präsident des Vorstandes und von 1902 bis 1907 Co-Geschäftsführer war. Von 1938 bis 1948 war Johannes Huber Präsident des Vorstandes. Von 1946 bis 1952 war Max Weber Direktionspräsident. Von 1952 bis 1966 war Ernst Herzog Direktionspräsident.